# Simon Larose
Pour les articles homonymes, voir Larose.
Simon Larose, né le 28 juin 1978 à Cap-de-la-Madeleine (Québec), est un ancien joueur de tennis professionnel canadien.

## Carrière
Joueur de Coupe Davis de 1999 à 2004. Il joue dans le groupe mondial en 2002 en double avec Daniel Nestor, puis en 2003 et 2004 également.
Il a remporté quatre titres en tournois Future en simple et 5 en double.
Il bat Gustavo Kuerten alors classé 14e mondial lors du Masters du Canada 2003 et atteint les huitièmes de finale où il s'incline face à Andre Agassi.
Alors qu'il était en arrêt pour cause de blessure au dos, des analyses l'on contrôlé positif à la cocaïne, ce qui le condamne à 2 ans de suspension. Il déclare avoir fumé un joint de cannabis qui a dû être imbibé de cocaïne et que, fatigué des blessures, il était temps de se retirer définitivement du circuit, à 26 ans. Il devient entraîneur et commentateur notamment pour la Coupe Rogers.